# Join Me in Death
"Join Me in Death" ou "Join Me" é uma canção escrita por Ville Valo, gravada pela banda HIM.
É o primeiro single do segundo álbum de estúdio lançado a 19 de Dezembro de 1999, Razorblade Romance.

## Paradas
| Paradas                     | Posições |
| --------------------------- | -------- |
| Finlândia - Mitä hittiä     | 1        |
| Áustria - Ö3 Austria Top 40 | 2        |
| Suíça - Schweizer Hitparade | 8        |